# Peter Walter (Tiermediziner)
Peter Walter (* 7. Juni 1928 in Münster; † 8. Mai 1982 in München) war ein deutscher Veterinärmediziner, Tieranatom und Hochschullehrer. 
Walter promovierte bei Eberhard Ackerknecht und arbeitete unter Hugo Grau auf dem Gebiet der Histologie des peripheren Nervensystems. 1964 wurde er an die Ludwig-Maximilians-Universität München als Professor berufen und erhielt den von Grau neu eingerichteten Lehrstuhl für Histologie und Embryologie. Zusammen mit Hugo Grau verfasste er den 1967 erschienenen „Grundriß der Histologie und vergleichenden mikroskopischen Anatomie der Haussäugetiere“. Sein Nachfolger wurde 1984 Fred Sinowatz.
1968/69 war Walter Dekan der Tierärztlichen Fakultät, von 1969 bis 1971 Rektor der Universität und 1971/72 Prorektor der LMU.

## Veröffentlichungen
- 1957